# Stazione di Molinella
Stazione di Molinella vasútállomás Olaszországban, Molinella településen.

## Vasútvonalak
Az állomást az alábbi vasútvonalak érintik:
- Bologna–Portomaggiore-vasútvonal

## Kapcsolódó állomások
A vasútállomáshoz az alábbi állomások vannak a legközelebb:
- Stazione di Consandolo (Stazione di Portomaggiore, Bologna–Portomaggiore-vasútvonal)
- Guarda railway station (Stazione di Bologna Centrale, Bologna–Portomaggiore-vasútvonal)